# シュー・ガン
シュー・ガン（Gang Xu、1984年1月28日 - ）は、中国の自転車競技（ロードレース）選手。

## 来歴
2005年、マルコポーロ・サイクリングチームに加入。
- ツアー・オブ・サウスチャイナシー 総合3位

2006年、ランプレに移籍。
2007年、香港プロサイクリングに移籍。
- 中国国内選手権ロードレース 優勝

2008年
- 中国国内選手権ロードレース 2位
- ツアー・オブ・サウスチャイナシー 総合優勝

2009年、マックスサクセス・スポーツに加入。
- 中国国内選手権ロードレース 優勝
- 東アジア選手権ロードレース 2位

2011年
- ツール・ド・ランカウイ 総合24位
- ツール・ド・コリア 区間優勝

2012年、チャンピオンシステム・プロサイクリングチームに移籍。
- ツール・ド・台湾 総合18位
- ツアー・オブ・ジャパン 総合19位
- ツアー・オブ・チャイナ1 総合20位
- ツアー・オブ・フゾウ 総合15位